# Войтек (ведмідь-солдат)
Войтек (нар. 1941 р. поблизу Хамадана в Персії, помер 2 грудня 1963 р. в Единбурзі) — сирійський бурий ведмідь, усиновлений солдатами 22-ї артилерійської роти постачання у 2-му польському корпусі під командуванням ген. Владислава Андерса. Войтек брав участь у битві при Монте-Кассіно. У підрозділі йому було присвоєно звання капрала.

## Історія Войтека

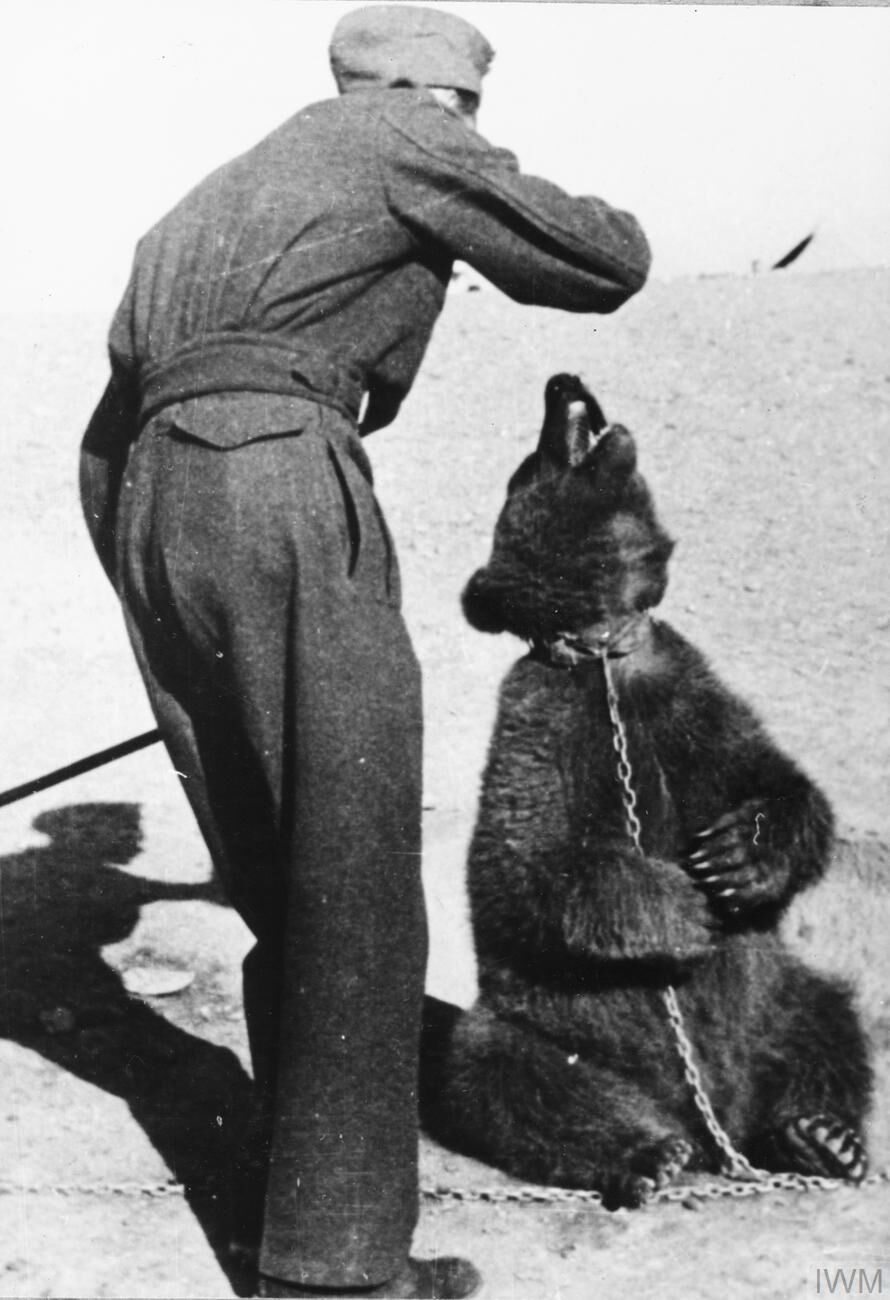
Польський солдат з Войтеком в Ірані в 1942 році.

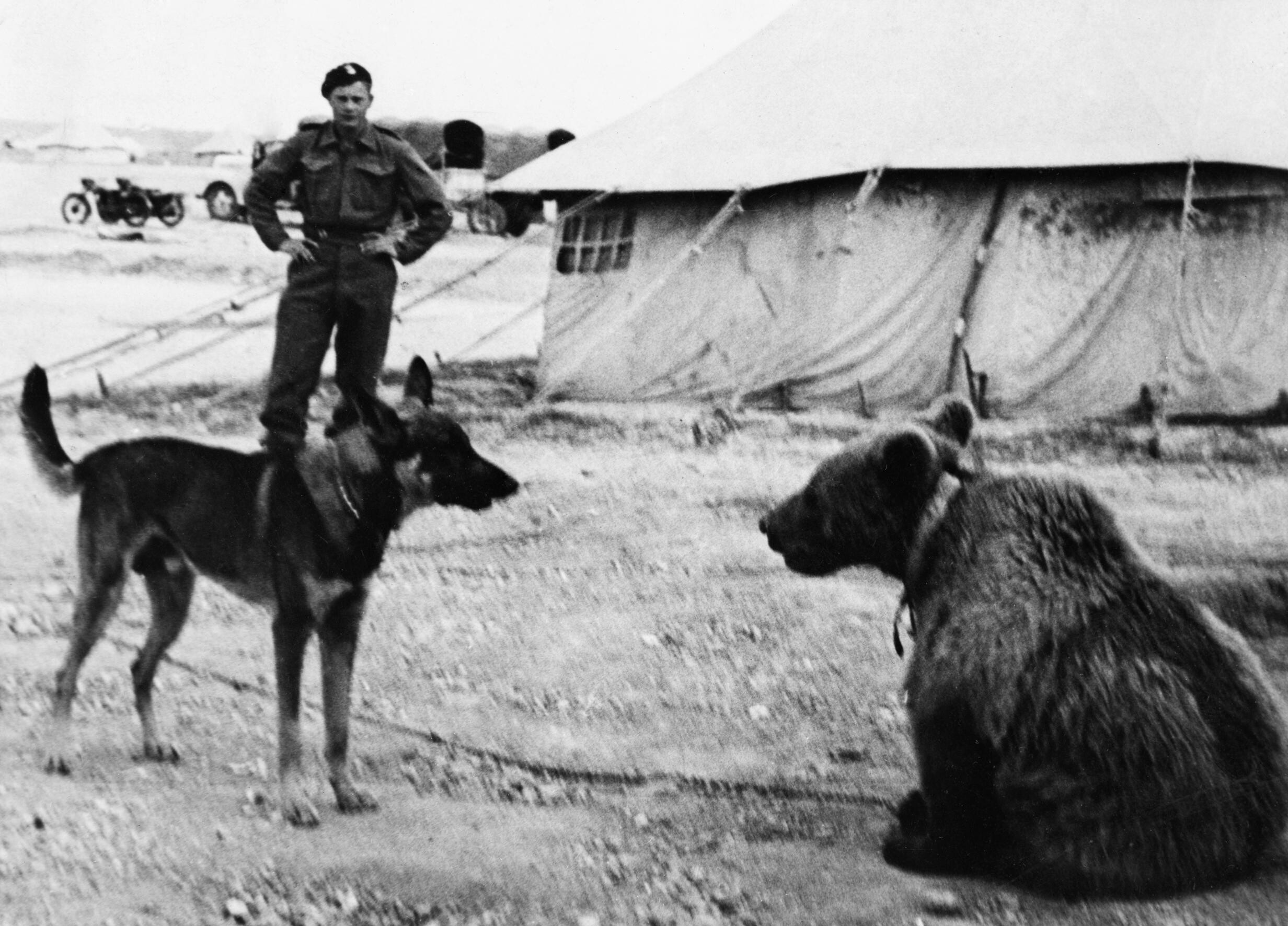
Войтек знайомиться в Ірані з собакою одного з офіцерів 2-го корпусу.

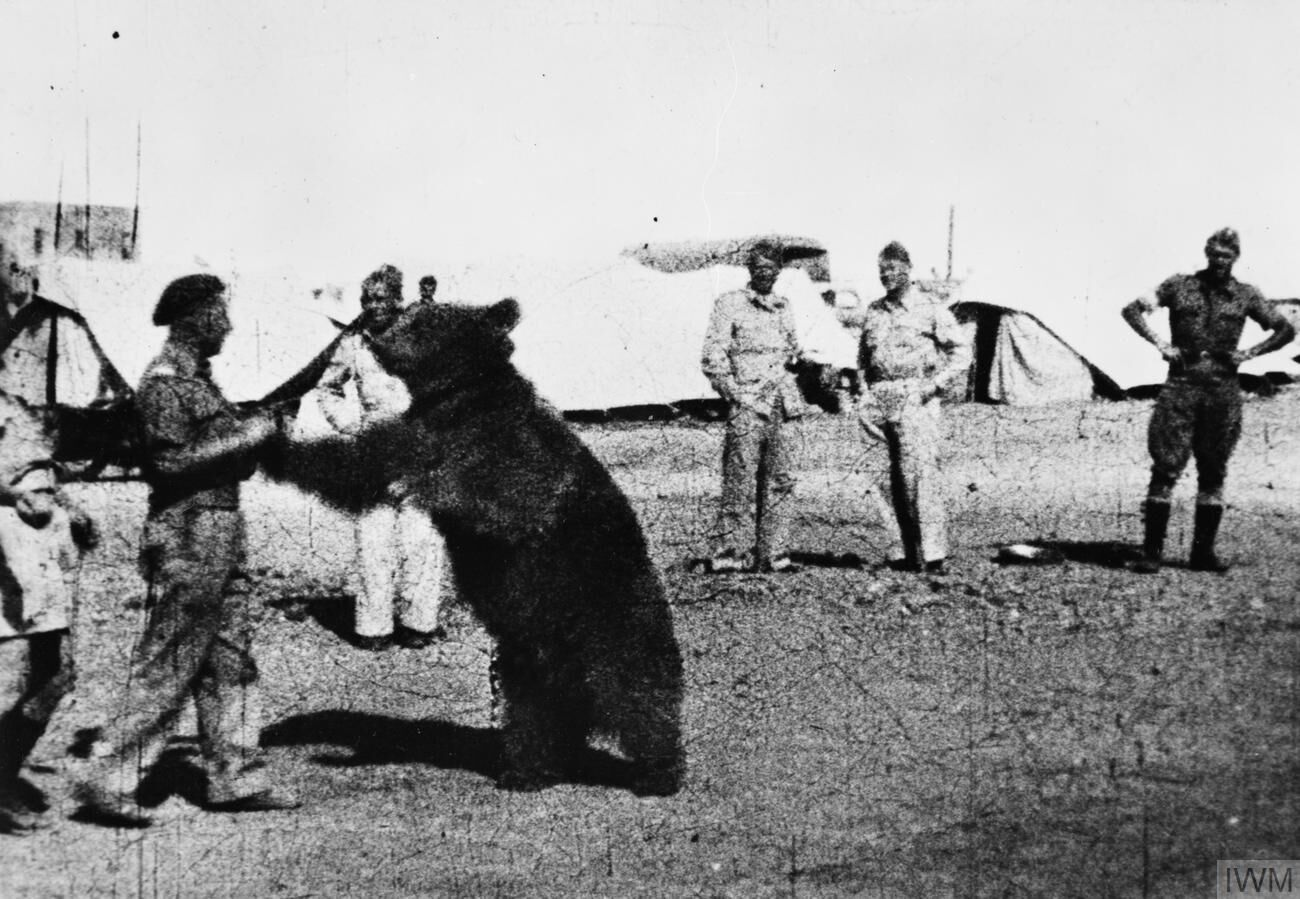
Улюбленим видом спорту Войтека була боротьба з солдатами 22-ї роти.

8 квітня 1942 року польські солдати йшли з цивільними біженцями з Пехлеві, Ірану в Палестину. На шляху зустріли перського хлопчика, який ніс невеликого бурого ведмедя. Мати ведмежати, швидше за все, була застрелена мисливцями. Ведмідь так сподобався 18-річній Ірені (Інку) Бокевич, що вона переконала лейтенанта Анатолія Тарновецького, щоб той його купив. Наступні три місяці малюк провів під опікою Інки в таборі біженців поблизу Тегерану  . У серпні 1942 року ведмедя подарували 22-й артилерійській роті. Ведмежа ще не знало, як їсти, і солдати годували його згущеним молоком, змішаним з водою у пляшці з-під горілки та соскою, викрученою з ганчірок. Мовляв, з цієї причини Войтек завжди любив напої з такої пляшки. Ведмідь був офіційно внесений до реєстру 22-ї артилерійської роти постачання, з якою він пройшов весь бойовий шлях: від Ірану через Ірак, Сирію, Палестину, Єгипет до Італії та після демобілізації до Великої Британії.
За ведмедем доглядали ретельно. Його улюбленими делікатесами були фрукти, солодкі сиропи, мармелад, мед та пиво за добру поведінку. Він їв з солдатами і спав з ними в наметі. Коли він виріс, він отримав власну спальню у великій дерев'яній скрині, але йому не подобалося бути на самоті і часто звик притискатися до солдатів, які спали вночі в наметі. Він був ніжною твариною і абсолютно довіряв людям. Це часто створювало кумедні ситуації за участю іноземних солдатів або цивільних осіб.
Солдати згадували, що Войтек любив їздити військовими вантажівками — іноді у кабіні, а іноді і на даху. Це нерідко викликало багато сенсацій на дорозі. Йому також подобалося боротися зі солдатами. Боротьба завжди закінчувалась його перемогою в такій формі: переможений лежав на лопатках, а ведмідь облизував обличчя. Серед історій про Войтека є також одна оповідь про те, як під час операцій у Монте-Кассіно капрал Войтек допомагав іншим солдатам носити важкі ящики з артилерійськими боєприпасами, і він ніколи не впускав жодного. З того часу ведмідь з снарядом в лапах став символом 22-ї роти. Такий значок з'явився на військових машинах, прапорах та військовій формі .

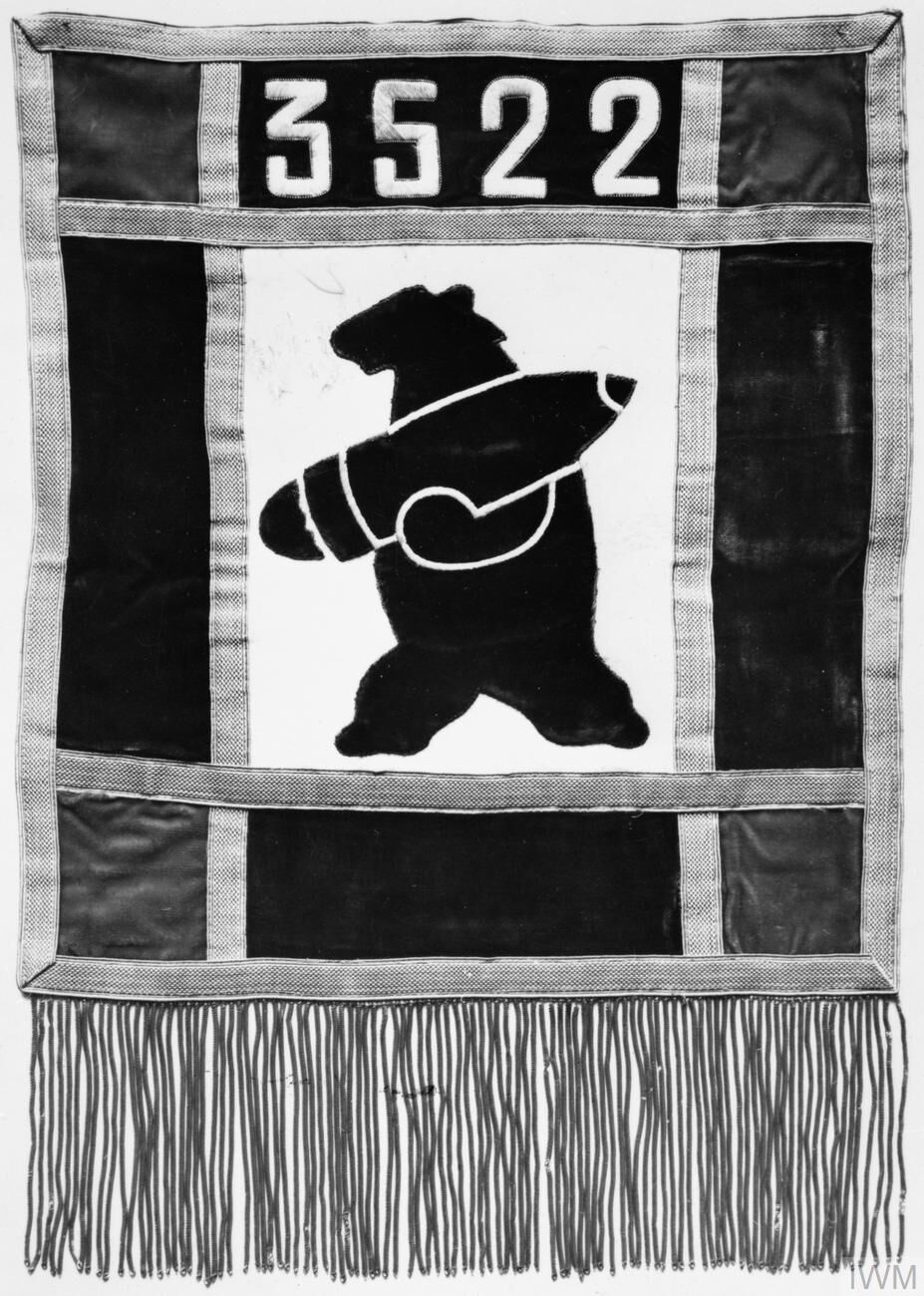
Прапор із зображенням Войтека, 22-ї роти артилерійського постачання.

Після війни 22-а артилерійська рота постачання у складі 2-го польського корпусу збройних сил Польщі була переведена до Глазго, Шотландія, разом із ведмедем. Загін дислокувався в парку Вінфілд, і незабаром капрал Войтек став улюбленцем усього табору та місцевого населення. Це також стало предметом численних публікацій у пресі . Місцеве польсько-шотландське товариство навіть визнало його своїм членом. На офіційному заході прийняття в товариство новому учаснику вручили улюблену пляшку пива.

### Повоєнний період
Після демобілізації військової частини було прийнято рішення помістити ведмедя до зоопарку в Единбурзі. Директор зоопарку погодився піклуватися про капрала Войтека і не віддавати його нікому без згоди командира роти, майора Антонія Челковського.15 листопада 1947 року був день розставання з ветераном-ведмедем. Пізніше колишні колеги з роти, вже в штатському, неодноразово відвідували Войтека і, не зважаючи на побоювання працівників зоопарку, вони часто перелазили паркан.
Войтек провів у зоопарку 16 років (з 1947 по 1963 рік), проживаючи в клітці площею 10 квадратних метрів . Спроби поспілкуватися з іншими ведмедями зоопарку не принесли позитивних результатів. Единбурзький зоопарк публікував інформацію про перебування Войтека з ними, але не публікує жодної його фотографії з того періоду. Фотографія Войтека за ґратами  була опублікована в «Przekrój», № 723  від 15 лютого 1959 р., Сторінки 16 та 17.
Наприкінці 1958 р. Познанське відділення Товариства по догляду за тваринами, за підтримки Польського зоологічного товариства та Спілки борців за свободу та демократію запитали керівництво Единбурзького зоопарку щодо умов утримання Войтека. Потім була висунута ідея перевезти Войтека до одного з польських зоопарків  . В рамках зусиль для досягнення цієї мети на початку лютого 1959 р. Представник зоопарку Оліви відправився до Единбурга для обговорення питання розміщення Войтека в місцевому зоологічному закладі. Тому там було розпочато будівництво великої огорожі для нього  . На жаль, ці дії ні до чого не призвели. Джерела наводять кілька причин: жахливий стан здоров'я Войтека та передчасна старість, опір ветеранів 22 роти, які все ще розглядали ведмедя як депозит. Сам доглядач тварини — майор Челховський — прямо заявив, що «уряд режиму Варшави» усіма силами намагається привезти ведмедя до Польщі, і тому він, як щирий емігрант, не може повернути такий цінний символ комуністам" .
Про поганий психічний стан Войтека  також згадує свідок, який бачив Войтека в зоопарку незадовго до смерті в 1963 році.
Боєць, капрал 22-ї артилерійської роти Войтек помер 2 грудня  1963 року у віці 22 років . Про смерть бійця повідомили британські радіостанції. У зрілому віці він важив близько 500 фунтів (приблизно 230 кг) та мав зріст понад 6 футів (понад 182 см).

## Пам'ять

### Пам'ятники
Пам'ятники Войтеку:

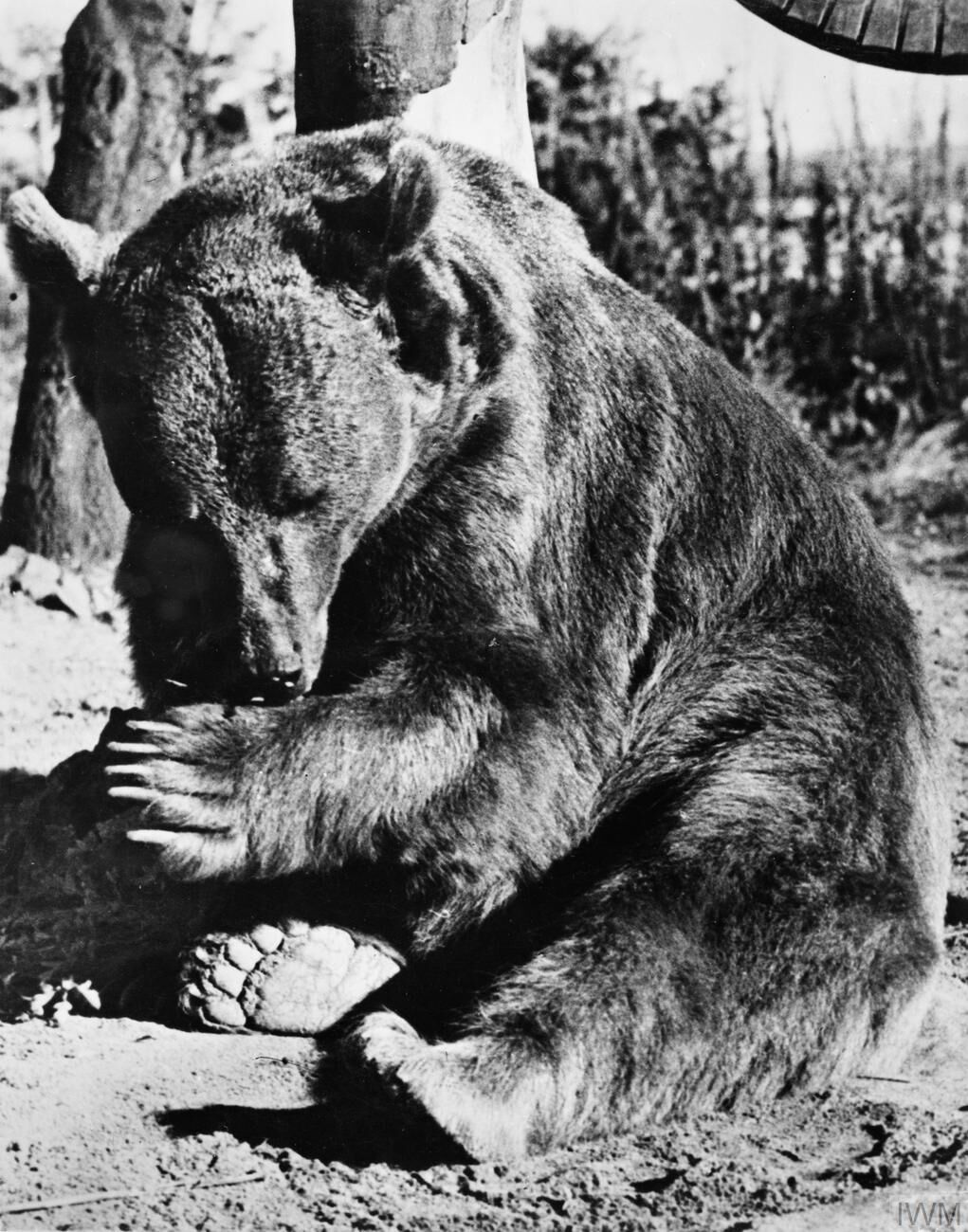
Войтек після війни та демобілізації на фермі Санвік в Англії.

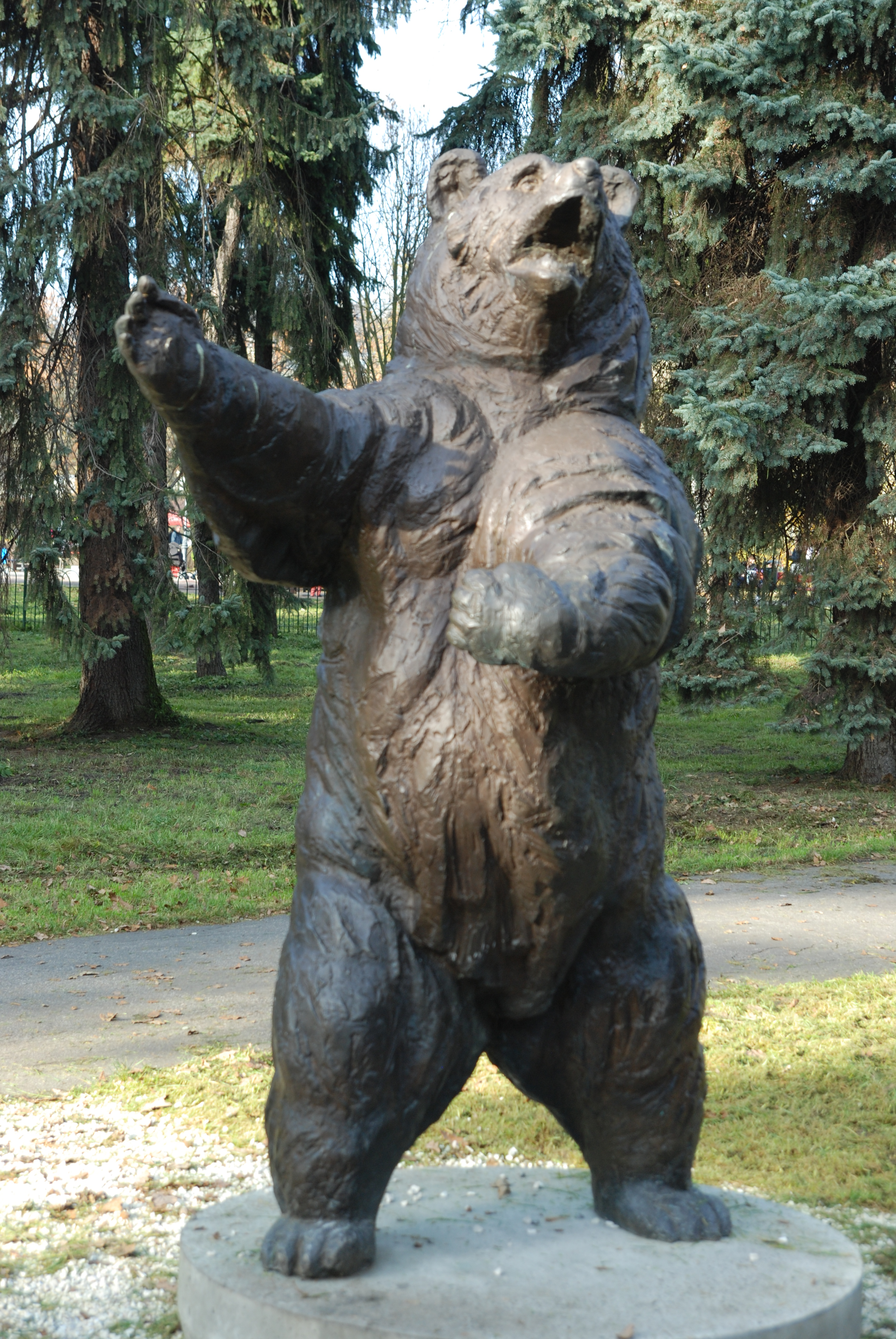
Пам'ятник Войтеку в парку Йордана в Кракові.

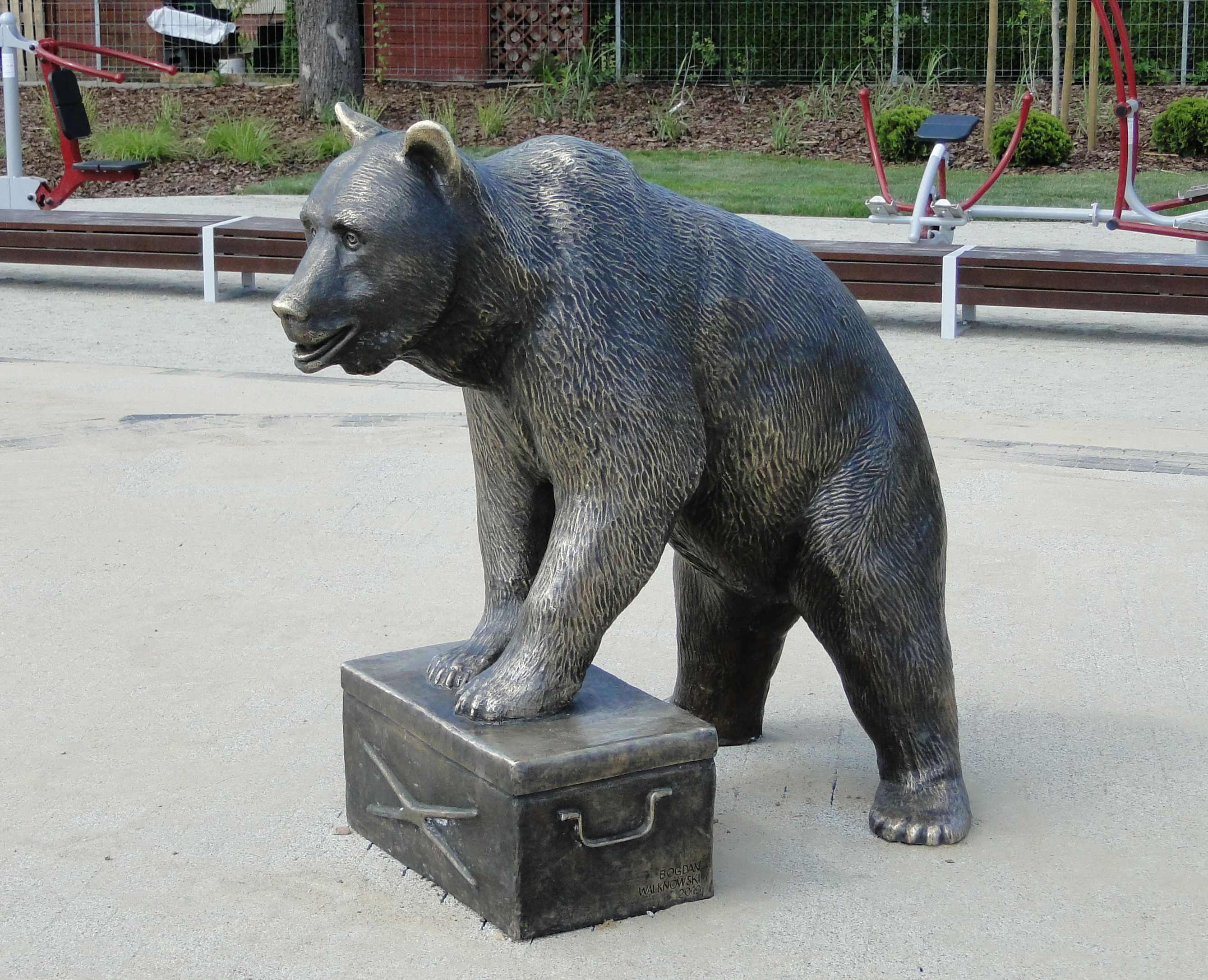
Пам'ятник Войтеку на вул. Ведмедя Войтека в Щецині

- дерев'яна статуя Войтека, який несе артилерійський снаряд в англійському містечку Грімсбі [11] ,
- пам'ятник у натуральну величину (2,3 м) скульптора Войцеха Батки в Кракові в парку Генрік Джордан, відкритий 18 травня 2014 року, в 70-ту річницю завоювання монастиря Монте-Кассіно солдатами 2-го корпусу під командуванням ген. Андерса [12][13][14] ,
- дошки в Імперському військовому музеї в Лондоні та Канадському військовому музеї в Оттаві ,
- скульптура в Польському інституті та музеї ген. Сікорського в Лондоні,.
- У 2012 році, натхненний історією ведмедя, англійська пивоварня з Конглентона випустила пиво під назвою «Войтек» [15] .
- 7 червня 2013 року на площі Словянський у Жагані відбулася церемонія відкриття пам'ятника Ведмедеві Войтеку [16] . Пам'ятник, спроектований Віолеттою Сосновською, відкрив вищезгаданий проф. Войцех Нарембський. Підрядником пам'ятника є Станіслав Гржешевський, а засновником — повітове управління у Жагані. Церемонію прикрасила присутність Кеті Карр — британської співачки польського походження [17][18] .
- 17 вересня 2013 року в Шимбарці було відкрито пам'ятник Ведмедеві Войтеку . Скульптуру зробила гданська художниця Ізида Сжедніцка-Сулковська [19]. Висота бронзової фігури — 185 сантиметрів — саме така, якою був Войтек. Ведмідь тримає снаряд в лапі, на ній солдатська шапка, а на плечі біло-червона стулка. На думку засновника, це в певному сенсі символ долі польського солдата, який воював за те, щоб Батьківщина загинула в полоні [20] .
- Фонд для спорудження пам'ятника «Ведмедеві Войтеку» у Сопоті [21] .
- 19 квітня 2015 року в Імолі було відкрито пам'ятник Войтеку, який піднімається на кам'яні сходи, щоб розмістити на їх вершині прапори Польщі та Італії [22] .
- 7 листопада 2015 року в садах Принцес-стріт в Единбурзі була відкрита статуя ведмедя, капрала Войтека , у натуральну величину із солдатом (солдат: Пйотр Прендіс; скульптор: Алан Герріот) [23][24]
- 24 квітня 2016 року у місті-партнері Жаганія, Дунс, Шотландія, пам'ятник ведмедеві Войтеку був відкритий у подарунок від жителів Жаганя [25] .
- 30 травня 2017 року пам'ятник був відкритий та названий на честь «Плюшевого ведмедика Войтки» дитячого садка No 99 у Варшаві за адресою вул. Севєрська 3 [26] .
- 15 травня 2019 року в Кассіно відкрили пам'ятник Войтеку, який стояв на двох ногах. Він був виготовлений з цінного мармуру з родовищ сусіднього міста Корено-Аузоніо [27] Відкриття пам'ятника Ведмедикові Войтеку в Сопоті за адресою вул. Bohaterów Monte Cassino, 1 вересня 2019 р

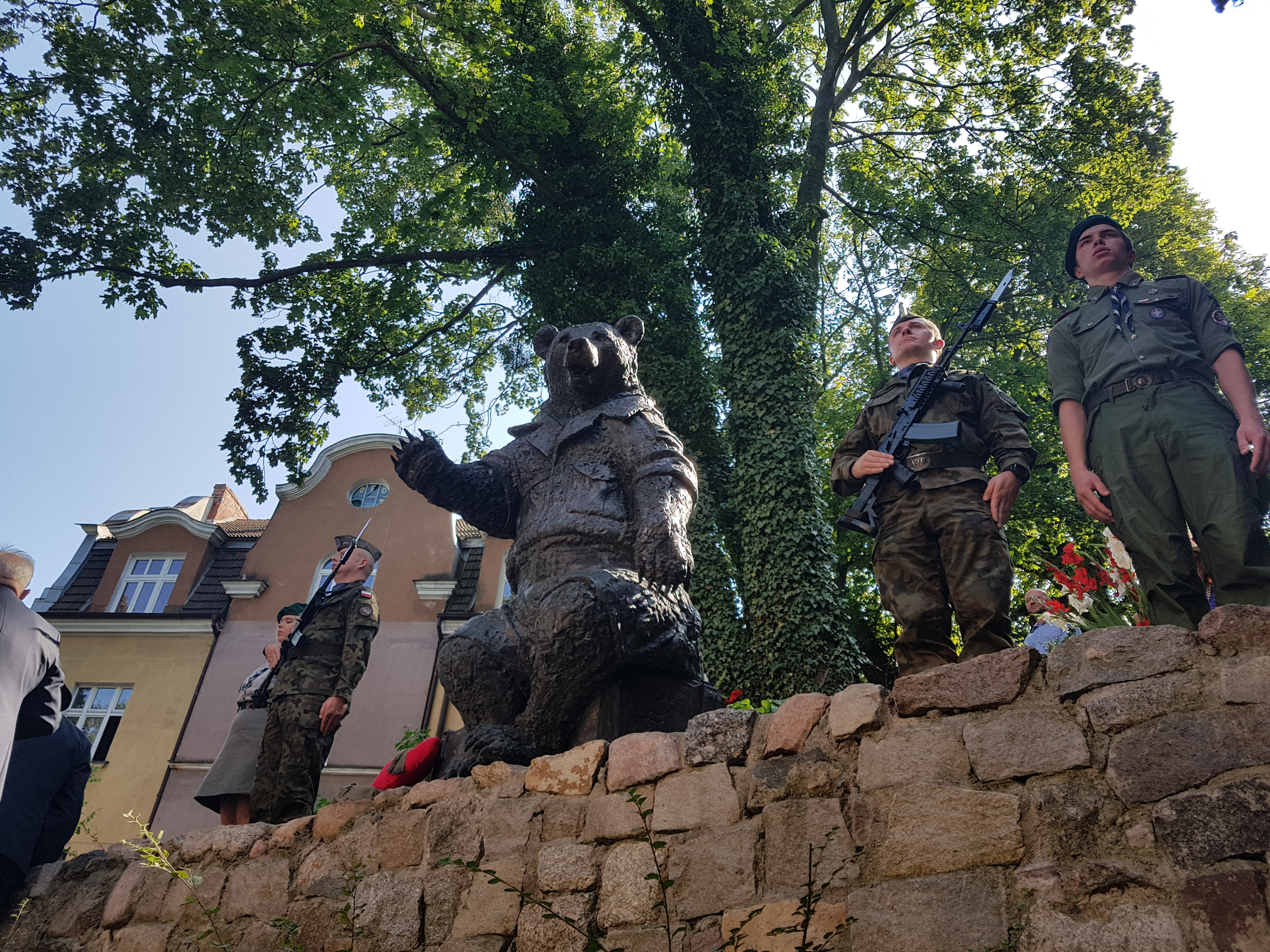
Відкриття пам'ятника Ведмедикові Войтеку в Сопоті за адресою вул. Bohaterów Monte Cassino, 1 вересня 2019 р

- 1 вересня 2019 року в Сопоті було відкрито пам'ятник ведмедикові Войтеку, з ініціативи Фонду будівництва пам'ятника «Ведмідь Войтек» у Сопоті.

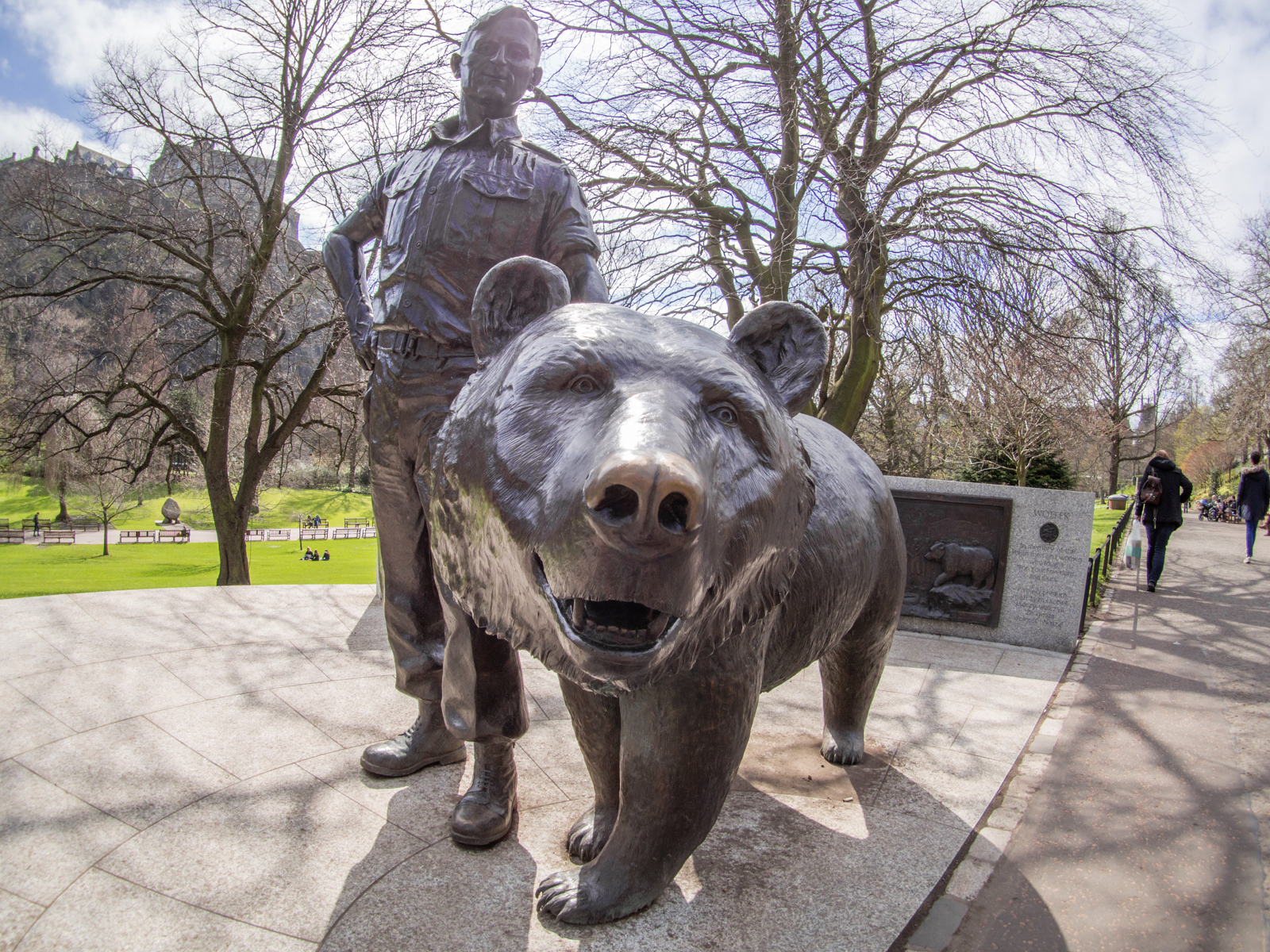
Пам'ятник Войтеку в Единбурзі — Сади Принцес-стріт.

- 23 травня 2019 року в Щецині на площі на його ім'я встановлено пам'ятник Войтеку [28].
- У вересні 2020 року у Вроцлаві, в парку Андерса, було розміщено фігурку ведмедика Войтека, що бореться з карликом [29]

### Площі
- У 2019 році ім'я ведмедя Войтека було присвоєно площі, розташованій на перетині вулиць ген. Владислав Андерс та Новоліпки у Варшаві [30].

### Музика, пов'язана з Войтеком
- Англійська пісня «VOYTEK THE SOLDIER BEAR» шкільної групи «SANGS AND CLATTER GROUP», написана Робертом Оуеном на музику Біллі Стюарта [31].
- Пісня «Войтек, ведмідь-солдат» польської групи Őszibarack з їх альбому 2011 року «40 серферів, які чекають хвилі» [32].
- Пісня «Войтек» з альбому «Паспорт» британської співачки польського походження Кеті Карр [33] ,
- «Piosenka o Wojtek» з альбому «Panny Wyklęte» Wygnane «Vol. 1» у виконанні Маріки та Малео Реггі Рокерів [34]
- Пісня «Капрал Войтек» з альбому «Moonówka» Яцека Стешевського [35] .
- Демпсі «Армія Андерса» з альбому «Бог, честь, Вітчизна»

### Фільми
- у 2008 році було зроблено польський документальний фільм. Пиво для ведмедя! в реж. Марія Длужевська [36] .
- у 2011 р. у співпраці з BBC та TVP на основі книги Веслава Ласоцького під назвою Ведмідь Войтек було знято документальний фільм про польського героя війни, реж. Вільям Гуд і Адам Лейвіс пт. Ведмідь, який пішов на війну (O ведмідь, який пішов на війну) [37][38] Польська прем'єра фільму відбулася в TVP 2 22 листопада 2011 року о 22,50 години [39] .
- Телепрограма BBC транслює репортажі про Войтека в дитячій програмі «Синій Петро». Кажуть також, що коли принц Чарльз відвідував музей у Лондоні і зупинився біля скульптури Войтека, йому розповіли свою історію, але принц перебив її, сказавши, що і він, і його двоє синів добре знали цю історію з радіопрограм та сюжетів.
- у 2015 році ізраїльська студентка Маріанна Раскін в рамках дипломної роботи зняла короткометражний анімаційний фільм під назвою Войтек — Солдат-ведмідь, присвячений Войтеку. Фільм доступний на порталі Vimeo [40] .

### Ігри
- У «Hearts of Iron IV» Войтек стає доступним як командир після виконання певних вимог (в тому числі Польща повинна володіти певними районами і окупувати одну з провінцій Італії). Ведмідь в якості генерала дає значний бонус для артилерії під його командуванням. З його персонажем також пов'язане єдине приховане досягнення у грі під назвою «Носій артилерії» [41].
- Навчальну настільну гру «Miś Wojtek» [Архівовано 5 вересня 2019 у Wayback Machine.], видану Інститутом національної пам'яті, винайшли Ола та Магда Гассорек, учениці початкової школи № 63 у Вроцлаві. Посилаючись на реалії Другої світової війни, «Miś Wojtek» показує історію поляків, депортованих з територій, окупованих Радянським Союзом, та їх довгу подорож з Росії, через Іран, Палестину, Єгипет та Італію до Шотландії. Гра призначена для 2–5 гравців віком від 6 років; середній час гри становить приблизно 30 хвилин.
- У картковій грі «Gwent - The Witcher Card Game», коли ви розміщуєте карту «Treser Tuirseach» [42], тобто воїна Скеліґе, який підтримує ведмедів, ви можете почути одну з голосових ліній, що активується після гри в карту — "Wojtek, Stay! (Анг: Войтек! Вниз! « [43]), а також» Візьми їх, Войтек! " (Ang: Get 'im, Voytek! " [44]), що є даниною поваги солдату Войтеку творцями гри.

### Інше
- у Щецині, в районі Кшеково, є вулиця Місії Войтка; таку назву новій демаркаційній вулиці дали в 2016 році [45]